# Demonte
Demonte est une commune italienne de la province de Coni, dans le Piémont.

## Géographie
Demonte se situe dans la vallée de la rivière Stura di Demonte à laquelle elle a donné son nom.

## Histoire
En 1744, durant la guerre de Succession d'Autriche la ville est assiégée et prise par les troupes françaises et espagnoles le 17 août. À la suite de l'échec du siège de Coni en octobre, elle se retirent dans la place forte de Démonte où on parle de passer l'hiver. Mais, en décembre, Espagnols et Français se rendent dans la vallée de l'Ubaye. La forteresse est en partie détruite par la compagnie des mineurs de Turmel.
La commune a fait partie de l'arrondissement de Coni durant l'Empire napoléonien.
Pendant la Seconde Guerre mondiale, dans la période de l'occupation allemande et de la République sociale italienne, à Demonte trouvent refuge les cinq membres de la famille juive des Tedeschi de Ferrare, jusqu'à leur expatriation en Suisse.
Le protagoniste de leur salut fut le partisan Lorenzo Spada, qui, en plus de leur donner refuge, pourvut à l'organisation et à la couverture des dépenses pour leur fuite qui se déroula sans incident dans la nuit du 8 février 1944.
Blessé dans un échange de coups de feu, Spada sera arrêté et pendu sur la place de Demonte qui aujourd'hui porte son nom.
Pour son engagement de solidarité vis-à-vis des juifs persécutés, l'institut Yad Vashem de Jérusalem confère à Lorenzo Spada le 4 novembre 1974 le titre de « Juste parmi les nations ».
Le 20 juillet 2000, le Parlement italien institue le 27 janvier comme jour de la mémoire en souvenir des victimes de l’Holocauste et en l’honneur de ceux qui, comme Lorenzo Spada, ont protégé les persécutés au risque de leur propre vie.

## Administration
| Période                                  | Période  | Identité         | Étiquette | Qualité |
| ---------------------------------------- | -------- | ---------------- | --------- | ------- |
| 5 juin 2016                              | En cours | Laura Porracchia |           |         |
| Les données manquantes sont à compléter. |          |                  |           |         |

### Hameaux
- frazioni : Fedio, Festiona, Perdioni, Trinità ;
- borgate : Bagnolin, Cornaletto, Rialpo, Ghivio, Oltrestura, Perosa, San Lorenzo, San Marco, San Maurizio, Bergemolo.

### Communes limitrophes
Aisone, Castelmagno, Marmora, Moiola, Monterosso Grana, Pradleves, Sambuco, Valdieri, Valloriate, Vinadio.

### Évolution démographique
Habitants recensés

## Galerie de photos

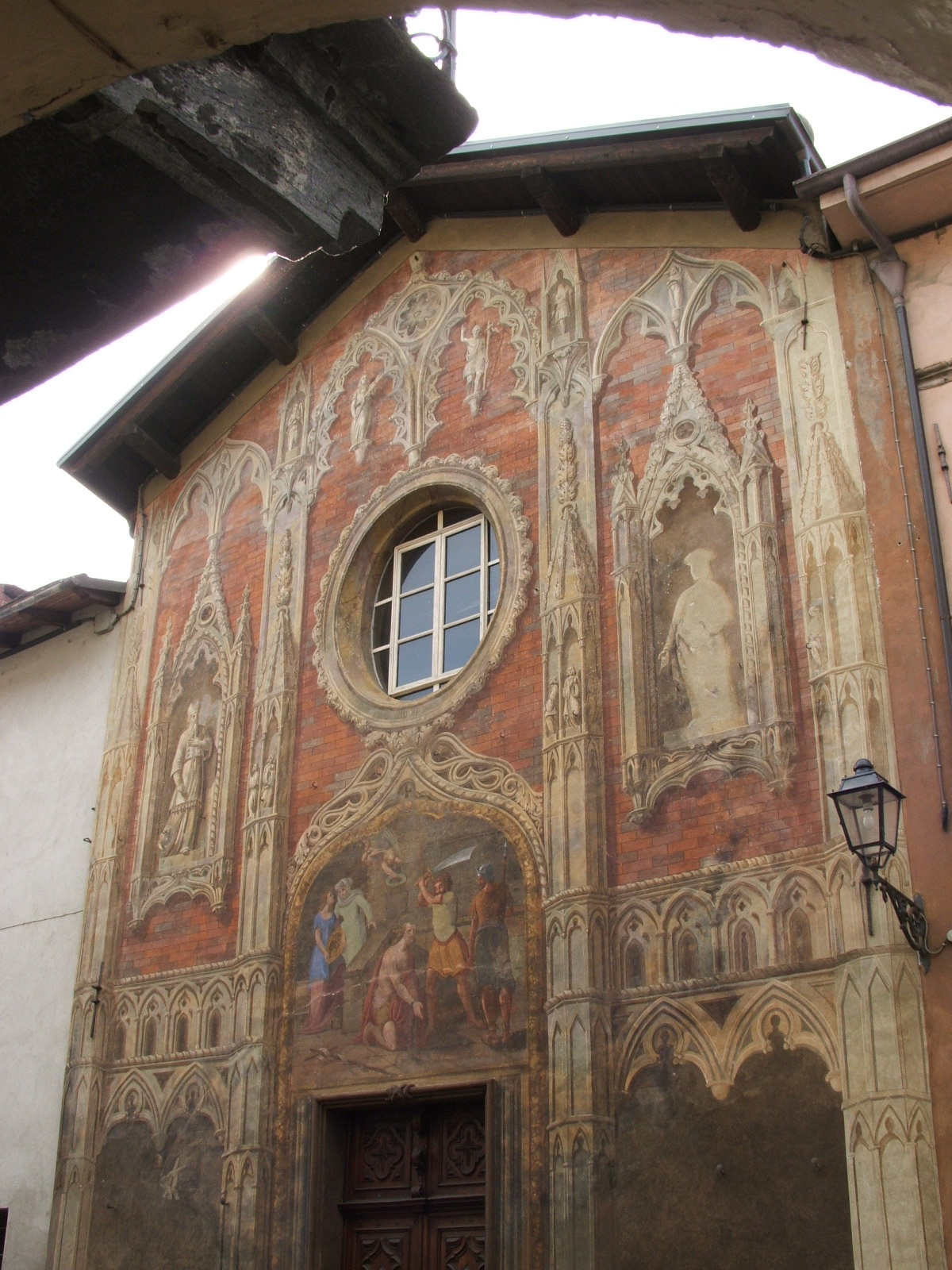
Chapelle Saint-Jean.
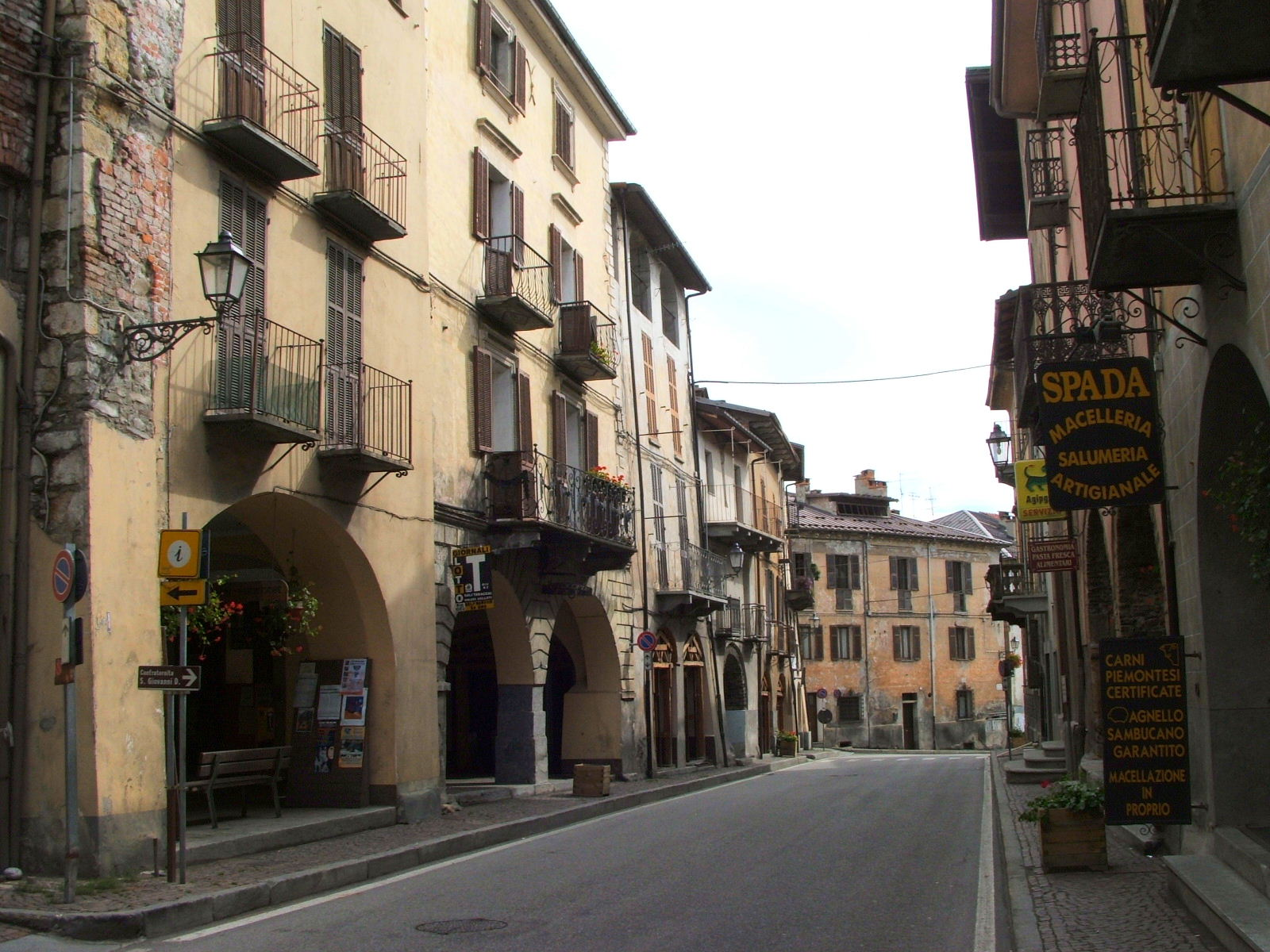
Rue principale.
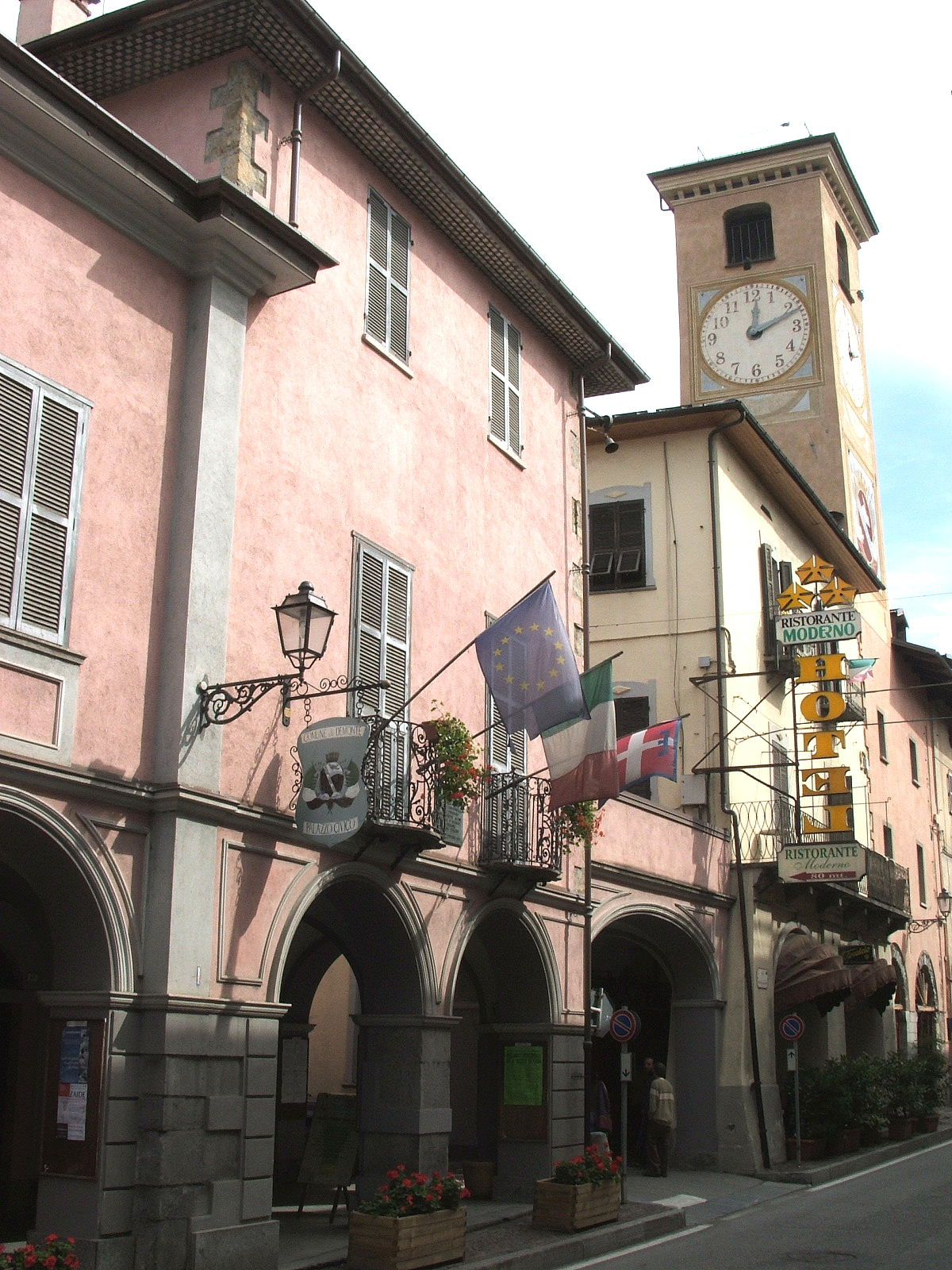
Mairie.

## Personnalités notables
- Félix De Andreis (1778-1820), missionnaire italien en Amérique du Nord, premier supérieur de la Congrégation de la Mission aux États-Unis, considéré comme « Serviteur de Dieu » par l'Église catholique depuis 1902.